# Muses
Pour les articles homonymes, voir Muse.

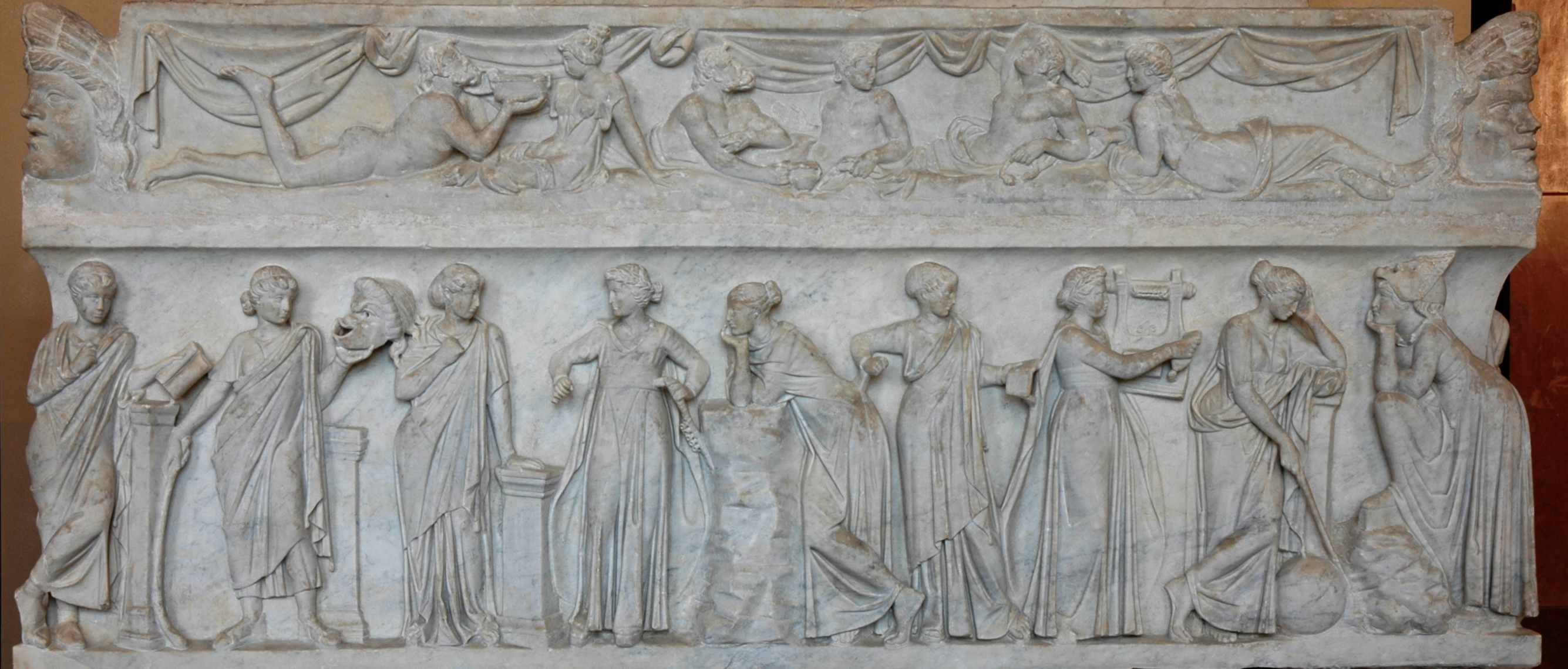
Sarcophage des Muses, II, musée du Louvre.

Dans la mythologie grecque, les Muses (grec Μοῦσαι / Moûsai) sont les neuf filles de Zeus et de Mnémosyne qui président aux arts libéraux.
Mélété, Aédé et Mnémé sont les muses béotiennes dites originales, et Calliope, Clio, Érato, Euterpe, Melpomène, Polymnie, Terpsichore, Thalie et Uranie sont les neuf muses olympiennes. Un trio tardif de muses dites les jeunes muses, filles d'Apollon (Céphisso, Apollonis, et Borysthénis (en)) complète l'ensemble des muses.

## Étymologie
S'il est établi que leur nom (sing. Μοῦσα / Moûsa [ˈmoːˌsa]) reflète un ancien *montya, l'étymologie de cette dernière forme reste incertaine. Une ancienne hypothèse faisait dériver le terme de la racine indo-européenne *men- / *mon- présente dans μένος / ménos et dans μνήμη / mnếmê. Mnémosyne y dérivait du grec μνήμη / mnḗmê, cela faisait des Muses, les Filles de la Mémoire.
Mais on tire désormais le mot moūsa plus simplement du substrat Pré-Grec ( pré-indo-européen ) *mah¹sa (mont (ma-² >*mamelle>mère¹) + déesse (sa >*-sar: chant)) telles les immémoriales (Mam)ma-sa (Déesses(mère)-de-la-montagne), d’où est tiré, notamment, Μάμερσα, le nom initial d’Athèna. Les Muses sont à la lettre les « divinités (sa) des monts (mah) qui chantent (sar) les noms (mu) »,.

## Mythe antique
Les Muses apparaissent dans la Théogonie du poète grec Hésiode. Elles font l'objet d'un prologue qui est dédié à leur rencontre avec le poète sur le mont Hélicon. Dans ce prologue, Hésiode, venu faire paître son troupeau sur le mont Hélicon, aurait entendu les Muses pendant leurs rituels sacrés. C'est à ce moment qu'elles l'auraient doté de sa qualité de poète, et l'auraient chargé d'accomplir une mission sacrée : celle de conter leur Histoire et celle des dieux olympiens. Selon lui, elles sont les filles de Zeus et de Mnémosyne.
Dans l’Odyssée, Homère invoque une Muse, sans doute Calliope, peut-être Érato, pour raconter le retour d'Ulysse à Ithaque après la fin de la guerre de Troie :

« Ô Muse, conte-moi l'aventure de l'Inventif : celui qui pilla Troie, qui pendant tant d'années erra […] À nous aussi, Fille de Zeus, conte un peu ces exploits ! »

— Traduction de Philippe Jaccottet
Mais dans l’Iliade, où il narre un épisode de la guerre de Troie, il invoque une déesse :

« Chante la colère, déesse, du fils de Pélée, Achille, colère funeste, qui causa mille douleurs aux Achéens […] »

— Traduction d'Eugène Lasserre
À l'origine (selon Pausanias), elles étaient trois : Aédé (le « chant », la « voix »), Mélété (la « méditation ») et Mnémé (la « mémoire »), vénérées dans la région de Béotie sur le Mont Hélicon. Ensemble, elles représentent les prérequis de l'art poétique dans la pratique du culte. Les plus anciennes, seraient filles d'Ouranos et les plus nouvelles étaient filles de Zeus. Une autre généalogie plus rare est qu’elles sont les filles d’Harmonia (la fille d’Aphrodite et d’Ares), ce qui contredit le mythe dans lequel elles dansaient aux noces d’Harmonia et de Cadmus.
À Delphes, elles portent le nom des trois premières cordes d'une lyre : Aiguë (Nété), Médiane (Mésé) et Grave (Hypaté).
Cicéron dans La Nature des dieux en compte quatre : Thelxinoé « qui touche le cœur », Aédé « le chant », Arché « le commencement » et Mélété « la réflexion »,.
La tradition leur attribuait deux résidences : une sur le mont Parnasse, l'autre sur l'Hélicon.
C'est Platon (dans Ion) vers 401 av. J.-C., puis les néo-platoniciens, qui font des neuf Muses les médiatrices entre le dieu et le poète ou tout créateur intellectuel, d'après la conception de l'art selon laquelle le poète est possédé, transi par le dieu. De l'âge présocratique à l'âge classique, leurs attributs ont évolué.
| Nom usuel   | Racine                                                       | Domaine                    |
| ----------- | ------------------------------------------------------------ | -------------------------- |
| Calliope    | Καλλιόπη / Kalliópê, « qui a une belle voix »                | poésie épique              |
| Clio        | Κλειώ / Kleiố, « qui est célèbre »                           | histoire                   |
| Érato       | Ἐρατώ / Eratố, « l'aimable »                                 | poésie lyrique et érotique |
| Euterpe     | Εὐτέρπη / Eutérpê, « la toute réjouissante »                 | musique                    |
| Melpomène   | Μελπομένη / Melpoménê, « la chanteuse »                      | tragédie et chant          |
| Polymnie    | Πολυμνία / Polumnía, « celle qui dit de nombreux hymnes »    | rhétorique, éloquence      |
| Terpsichore | Τερψιχόρη / Terpsikhórê, « la danseuse qui réjouit le cœur » | danse                      |
| Thalie      | Θάλεια / Tháleia, « la florissante, l'abondante »            | comédie                    |
| Uranie      | Οὐρανία / Ouranía, « la céleste »                            | astronomie                 |

Les Muses sont parfois abusivement assimilées aux Piérides, en référence à la Piéride, une région de Thrace dont elles sont originaires.
Contrairement à une croyance répandue, il n'y a pas de lien direct entre les Muses de la mythologie grecque et la définition des arts dits traditionnels. Ainsi, le philosophe Hegel, dans son Esthétique, n'en dénombre que cinq : architecture, sculpture, peinture, musique et poésie.

## Attributs

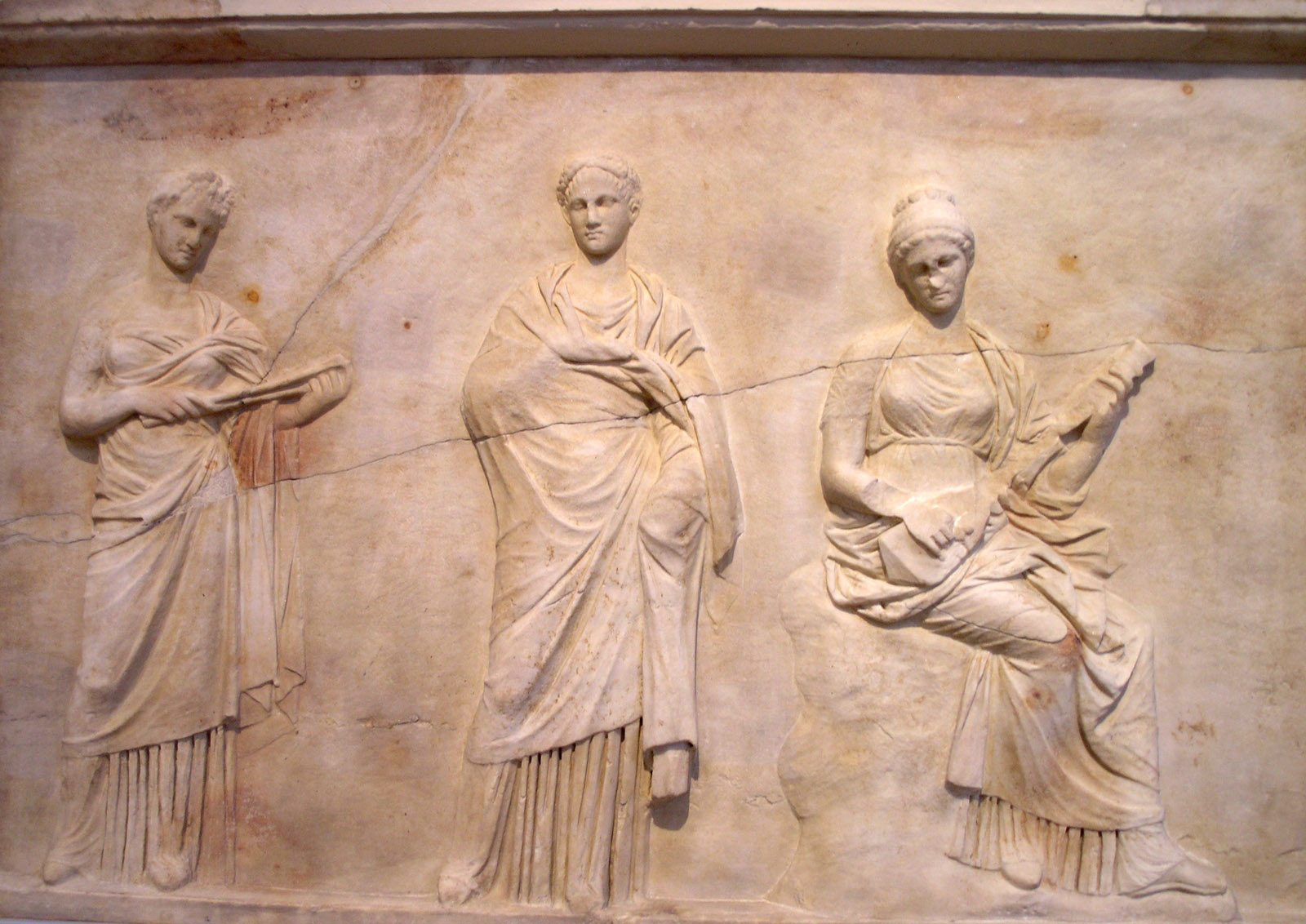
Trois muses sur un bas-relief de Mantinée attribué à l'atelier de Praxitèle.

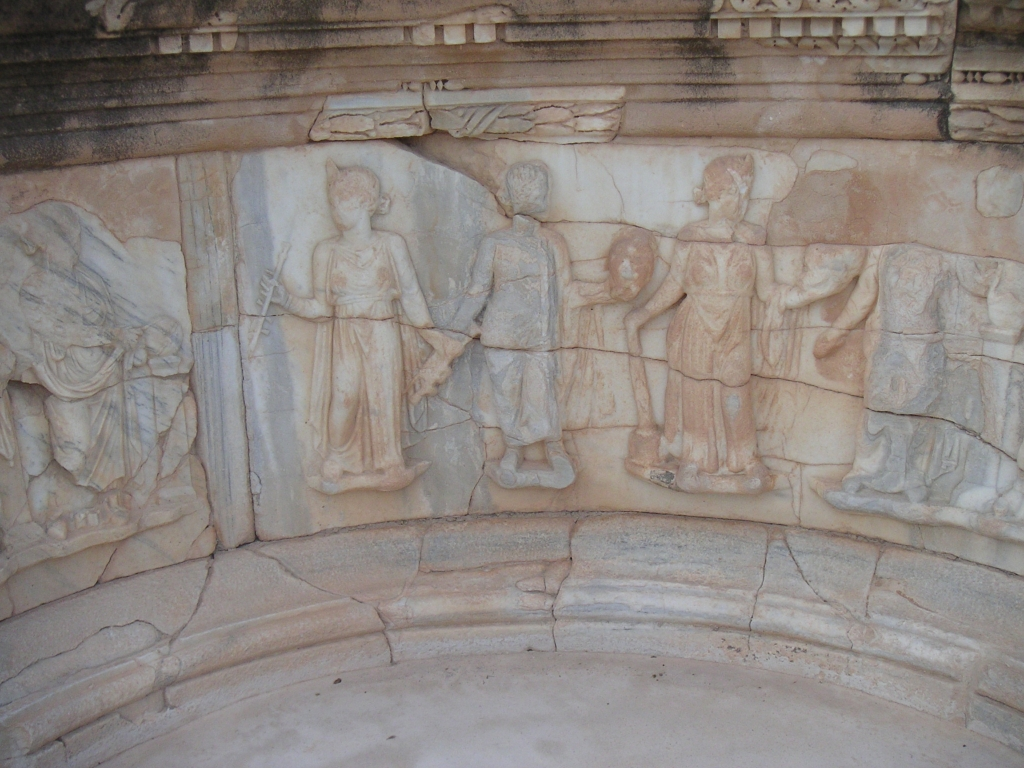
Les Muses, bas-relief du pulpitum du théâtre antique de Sabratha.

Les Muses sont facilement identifiables dans l'art, notamment quand elles sont au nombre de neuf et accompagnées d'Apollon. Cependant, leurs différents attributs permettent aussi de les reconnaître dans des représentations isolées.
- Calliope : couronne d'or, livre, rouleau, trompette, guirlandes, poème épique ;
- Clio : couronne de laurier, cygne, livre qui a pour titre Thucydide[10] , tablette et stylet, quelquefois trompette[11], parfois le globe terrestre, la guitare, la clepsydre et un plectre ;
- Érato : couronne de myrte et de rose, tambourin, lyre, viole, cygne, archet, tourterelle, flèches dorées ;
- Euterpe : flûte simple ou aulos, hautbois double, et un autre instrument de musique (trompette), couronne de fleurs, cygne ;
- Melpomène : cor, couronne de pampre de vigne, épée, masque tragique, sceptre à ses pieds, chaussée d'un cothurne, poignard ensanglanté ;
- Polymnie : couronne de perles, de fleurs ou de pierreries, orgue, couleur blanche, sceptre, rouleau sur lequel est écrit le mot latin suadere « persuader »[10] ;
- Terpsichore : couronne de guirlande, instrument de musique à cordes (viole, lyre, harpe, par exemple) ;
- Thalie : couronne de lierre, instrument de musique (souvent viole), masque comique, rouleau, chaussée de brodequins, clairon ou porte-voix ;
- Uranie : robe azur, compas, couronne d'étoiles, globe[12], instruments de mathématiques[10].

## Culte
Pausanias, dans Description de la Grèce, indique que les Thespiens (habitants de Thespies) organisent des fêtes et des jeux en l'honneur des Muses. Les Lacédémoniens leur avaient érigé un temple, ils allaient au combat au son des flûtes, de la cithare et de la lyre, attributs liés aux Muses car ce sont des instruments de musique.
Les Muses avaient plusieurs temples et lieux saints dans la Grèce antique, leurs deux lieux de culte principaux étant le Mont Hélicon en Béotie et Piérie, en Macédoine. Strabon a écrit : 

« L'Hélicon, qui n'est guère loin, comme on voit, du Parnasse, ne le cède en rien à cette montagne, et se trouve avoir, à peu de chose près, la même hauteur et le même circuit. De constitution rocheuse l'une et l'autre, ces deux chaînes ont souvent leurs sommets couverts de neige ; en revanche ni l'une ni l'autre n'a un périmètre considérable. On remarque sur l'Hélicon un temple des Muses, une source du nom d'Hippocrène et un antre dit des Nymphes Libéthrides : ce sont les Thraces, suivant toute apparence, qui, de même qu'ils avaient consacré aux Muses la Piéride (notamment Libéthrum et Pimplée), leur ont dédié aussi l'Hélicon. Ces anciens Thraces étaient connus sous le nom de Piéres ; mais leur race s'est éteinte, et ce sont les Macédoniens qui occupent aujourd'hui leurs demeures. »

— Strabon, Géographies, IX, II, 25.

## Phrase mnémotechnique
La phrase suivante permet de se rappeler les neuf sœurs, dans l'ordre « Clio, Euterpe, Thalie, Melpomène, Terpsichore, Érato, Polymnie, Uranie, Calliope » :

« Clame Eugénie ta mélodie, terrible et polonaise, uphonie calculée ! »

## Postérité dans l'Antiquité
La poétesse grecque Sappho de Lesbos, qui vécut au VIe siècle av. J.-C., a été surnommée « la dixième Muse » dans une épigramme anonyme (attribuée sans doute faussement à Platon).
La littérature romaine a été influencée par les Grecs dès une période relativement ancienne. On trouve ainsi des modèles grecs dans la poésie romaine, comme l'invocation des Muses, rendues par les Camènes Camenae ou les Pieridae indigènes.

## Sources
- Pseudo-Apollodore, Bibliothèque [détail des éditions] [lire en ligne] (I, 3, 1-4).
- Cicéron, De natura deorum [détail des éditions] [lire en ligne] (III, 21, 54).
- Diodore de Sicile, Bibliothèque historique [détail des éditions] [lire en ligne] (IV, 4 ; V, 43).
- Hésiode, Théogonie [détail des éditions] [lire en ligne] (passim).
- Hymnes homériques [détail des éditions] [lire en ligne] (Apollon, v. 189 ; Hermès, v. 430).
- Pausanias, Description de la Grèce [détail des éditions] [lire en ligne] (Livre III, 19, 4 ; IX, 9, 29 ; IX, 29, 1-6).